# Anma
Anma (en japonés: 按摩) se refiere tanto a una práctica tradicional de masaje japonés, como a los que practican ese arte. El shiatsu moderno deriva en gran medida del anma.

## Historia =
Se cree que el anma es de origen chino, y que se desarrolló a partir del Tui Na. Las técnicas del Tui Na llegaron a Japón durante el período Nara (710-793), junto con otras técnicas de la medicina tradicional china, que se pusieron en práctica en hospitales financiados por el gobierno. Anma como sistema único, fue creado por Akashi Kan Ichi en 1320.
Anma fue popularizado en el siglo XVII por el acupunturista Sugiyama Waichi, casi al mismo tiempo aparecieron los primeros libros sobre el tema, incluido el Anma Tebiki («Manual del Anma») de Fujibayashi Ryohaku. La escuela Fujibayashi constituye los cimientos del anma moderno. Los (masajistas) anma eran habitualmente nómadas que se ganaban la vida gracias a su habilidad para hacer masajes de manera ambulante y a las comisiones de los médicos. En el siglo XIX, la imagen del anma se vio perjudicada ya que se asociaba con el estilo de vida urbano ukiyo de Japón y posteriormente se valoró menos como terapia. Durante el período Meiji, la relevancia del anma disminuyó como consecuencia de la aparición de la medicina occidental. Muchas de sus técnicas se incluyeron en las prácticas de masaje shiatsu y occidental, aunque la investigación sobre el anma con fines médicos continúa en la Universidad Kyoiku de Tokio. Anma sigue practicándose en Japón independientemente del shiatsu, por practicantes acreditados por el Consejo de salud de la prefectura local.

## Practicantes ciegos
Desde la época de Sugiyama, el anma ha estado fuertemente vinculado con los ciegos. Sugiyama, que era ciego, fundó una serie de escuelas de medicina para ciegos que enseñaban esta práctica. Durante la época de Tokugawa, se aprobaron unos decretos que habilitaban exclusivamente a los ciegos para practicar el anma y se prohibía la práctica de este arte a los videntes. Como resultado, el "anma ciego" se ha convertido en un tema recurrente en la cultura japonesa. Esto ha continuado hasta la era moderna. Además, una gran parte de la comunidad invidente japonesa sigue trabajando en esta profesión. Durante la ocupación de Japón por los aliados después de la Segunda Guerra Mundial, el General MacArthur prohibió la práctica del anma (junto con otros aspectos de la cultura tradicional japonesa). Esta prohibición impidió que una parte importante de la comunidad invidente de Japón pudiera ganarse la vida. La escritora y defensora de los derechos de los ciegos Helen Keller, al conocer dicha prohibición, intercedió ante el gobierno de los Estados Unidos; debido a su insistencia, la prohibición fue anulada. En los últimos años, el personaje de ficción Zatoichi, conocido como el espadachín ciego, ha llevado el concepto del "anma ciego" a la sociedad de Occidente. El anma ciego también se utiliza comúnmente para lograr un efecto cómico en el cine japonés.

## Técnicas
Las prácticas del anma utilizan técnicas de masaje frecuentes tales como: amasamiento, frotación, percusión y agitación. Estas actividades están dirigidas tanto a puntos vitales específicos del cuerpo como a puntos meridianos. Las siete técnicas tradicionales son: presionar/apretar, agarrar/amasar, reforzar,comprimir, vibrar, golpear y "rodamiento de mano". Además, se utilizan métodos de palpitación abdominal (按腹 ampuku) desarrollados por Shinsai Ota en el siglo XVII. Se considera una forma de masaje bastante intensa, con movimientos de agarre destinados a aumentar el flujo sanguíneo de los músculos y tejidos profundos.Asimismo, se utilizan técnicas de acupresión contundentes realizadas con los nudillos. El tratamiento generalmente se realiza por encima de la ropa, en lugar de directamente sobre la piel.